# Hans Eberhard von Schönberg
Hans Eberhard von Schönberg (* 24. Juni 1839 auf Schloss Purschenstein; † 12. September 1883 in Pirna) war ein sächsischer Rittergutsbesitzer und Politiker.

## Leben
Hans Eberhard von Schönberg entstammt der sächsischen Adelsfamilie von Schönberg. Er war königlich-sächsischer Kammerherr und hatte ausgedehnten Landbesitz inne. Er besaß das von seinem Vater Caspar Carl Philipp Utz von Schönberg ererbte Rittergut Purschenstein, das größte Rittergut im Erzgebirge. Von 1873 bis zu seinem Tod gehörte er – wie zuvor sein Vater – als gewählter Abgeordneter der Rittergutsbesitzer des Erzgebirgischen Kreises der I. Kammer des Sächsischen Landtags an. Das Badehaus in Bad Einsiedel ließ er 1875 von Grund auf neu aufbauen.
Er war seit 1867 mit Friederike Marie Amalie von Schönberg (* 10. Mai 1848 in Frauenstein) verheiratet, eine Tochter des Forstinspektors Karl Ludwig von Schönberg (1810–1860), zuletzt in Wermsdorf.